# Орашје
Орашје је градско насеље и седиште истоименог града на крајњем североистоку Босне и Херцеговине, на реци Сави. У граду је 1991. живело око 3.900 становника, а у граду близу 28.000 становника. Мост преко Саве спаја БиХ са Хрватском. Према прелиминарним подацима пописа становништва 2013. године, у Орашју је пописано 3.614 лица.

## Историја
Орашје је настало између 1830. и 1867. године. Град је настао од муслимана који су побегли из Србије (Шабац, Ужице, Београд) после њеног стицања аутономије. Насеље су пројектовали француски стручњаци тако да све главне улице имају излаз на Саву, а попречне улице чине поља у облику шаховске табле.
У Орашју је 1904. отворена прва земљорадничка задруга у БиХ.

## Становништво
|                      | 2013.          | 1991.           | 1981.           | 1971.           |
| Укупно               | 3 614 (100,0%) | 3 907 (100,0%)  | 3 420 (100,0%)  | 2 787 (100,0%)  |
| Бошњаци              | 1 974 (54,62%) | 1 843 (47,17%)1 | 1 503 (43,95%)1 | 1 840 (66,02%)1 |
| Хрвати               | 1 350 (37,35%) | 591 (15,13%)    | 426 (12,46%)    | 333 (11,95%)    |
| Неизјашњени          | 84 (2,324%)    | –               | –               | –               |
| Босанци              | 51 (1,411%)    | –               | –               | –               |
| Срби                 | 42 (1,162%)    | 875 (22,40%)    | 662 (19,36%)    | 442 (15,86%)    |
| Муслимани            | 32 (0,885%)    | –               | –               | –               |
| Албанци              | 27 (0,747%)    | –               | 29 (0,848%)     | 34 (1,220%)     |
| Остали               | 21 (0,581%)    | 128 (3,276%)    | 16 (0,468%)     | 24 (0,861%)     |
| Босанци и Херцеговци | 18 (0,498%)    | –               | –               | –               |
| Непознато            | 7 (0,194%)     | –               | –               | –               |
| Југословени          | 2 (0,055%)     | 470 (12,03%)    | 761 (22,25%)    | 92 (3,301%)     |
| Црногорци            | 2 (0,055%)     | –               | 10 (0,292%)     | 14 (0,502%)     |
| Роми                 | 2 (0,055%)     | –               | –               | 5 (0,179%)      |
| Македонци            | 1 (0,028%)     | –               | 10 (0,292%)     | –               |
| Украјинци            | 1 (0,028%)     | –               | –               | –               |
| Словенци             | –              | –               | 2 (0,058%)      | 1 (0,036%)      |
| Мађари               | –              | –               | 1 (0,029%)      | 2 (0,072%)      |

1. 1 На пописима од 1971. до 1991. Бошњаци су пописивани углавном као Муслимани.